# Německý špic trpasličí

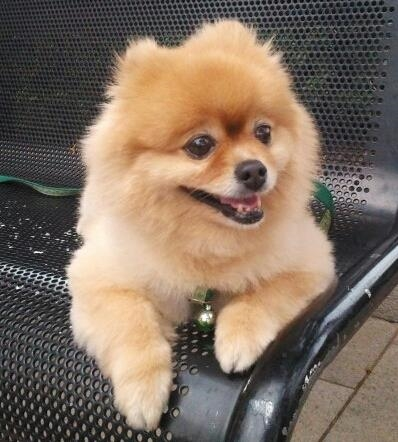
Německý špic trpasličí

Německý špic trpasličí je nejmenší velikost německého špice .

## Vzhled
S průměrnou hmotností 1,4 - 3,2 kg je podle standardů AKC trpasličí špic nejmenším ze severních plemen. Avšak mohou se vyskytnout jedinci vážící až 15 kg, čili trpasličí velikost není u tohoto plemene garantována.
Hlava trpasličího špice má klínovitý tvar, který mu dodává mírně liščí vzhled. Uši jsou malé a vysoko položené. Ocas je charakteristický pro toto plemeno, měl by být zahnutý přes záda, hladký a zvednutý. Po narození ocas není rozrosten a může trvat několik měsíců, než doroste přes záda a srst se rozroste. Pod srstí je trpasličí špic malý ale svalnatý pes vzhledem podobný plemeni Čivava. Po koupání se mokrý trpasličí špic dá snadno splést s čivavou.

### Srst a barva
Trpasličí špic má srst složenou ze dvou druhů: podsady a krycí srsti. První je měkká a hustá, druhá je dlouhá, rovná a drsná. Podsada se vyměňuje u psů jednou ročně a u fen během hárání, po vrhu a během stresového období.
Barva srsti u tohoto plemene kolísá. Dle AKC je třináct standardních barevných kombinací tohoto plemene: černá, černohnědá, modrá, modro-hnědá, čokoládová, čokoládově hnědá, krémová, krémově-sobolí, oranžová, oranžově-sobolí, červená, červeně-sobolí a sobolí. AKC také rozlišuje pět alternativních barev: Bobří, strakatá, čokoládově sobolí, bílá a vlko-sobolí. Stopy jedné nebo více barev na bílé podsadě se označují jako různobarevnost.